# ساکادو، سایتاما
ساکادو در استان سایتاما در کشور ژاپن  واقع شده‌است  که دارای جمعیت ۹۹٬۶۸۰ نفر و مساحت ۴۰٫۹۷ کیلومتر مربع با تراکم جمعیت ۲٬۴۳۳  نفر در کیلومترمربع است و در تاریخ ۱ سپتامبر ۱۹۷۶ به عنوان شهر شناخته شد.